# Universidad Marista (red de universidades)
La Universidad Marista (UMA) es una universidad católica privada de México. Se fundó en el año 1993 bajo el nombre de Centro Universitario México División Estudios Superiores (CUMDES). Posteriormente, adquiriría la denominación actual.
La Universidad Marista se sustenta en la filosofía de los "Hermanos Maristas" (vida Marista), que a su vez está inspirada en un modelo propuesto por San Marcelino Champagnat, que forma profesionales con valores integrales y espíritu de servir a la sociedad. 
Está localizada en el sur de la Ciudad de México, en la Alcaldía Tláhuac y cuenta con un campus de alrededor de 20 hectáreas.
Es la universidad de los Colegios Maristas, Institutos México y el Centro Universitario México (CUM).

## Universidad Marista De Querétaro

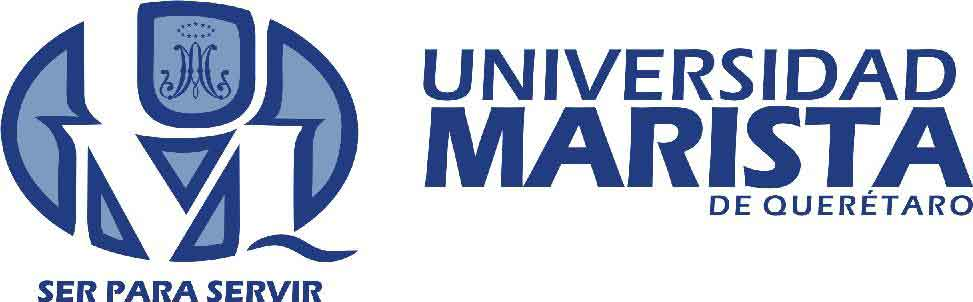
Marista Qro.

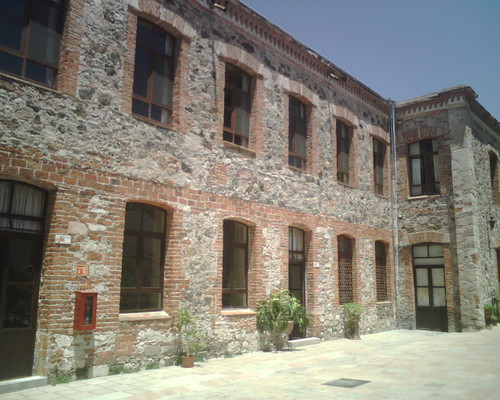
Instalaciones

La Red De Universidades Maristas cuentan con 7 Campus a nivel nacional, presencia en 77 países, bolsa de trabajo, intercambios a nivel nacional e internacional. Con la experiencia de más de cien años de las instituciones Maristas en México y doscientos años en el mundo.
Oferta educativa
Tiene la siguiente oferta educativa: Bachillerato, 16 licenciaturas; Actuaría, Administración y Dirección del Deporte; Administración y Mercadotecnia; Arquitectura; Ciencias de la Comunicación; Contaduría; Derecho; Diseño Gráfico; Economía y Finanzas Internacionales; Educación Media Superior Intercultural; Ingeniería Civil; Ingeniería Electromecánica; Ingeniería Mecatrónica; Ingeniería Industrial; Psicología y Seguros y Fianzas, además de Maestrías en Administración y Consultoría; Daños y Ajustes y Educación. Asimismo, en Derecho Constitucional; del Comercio Exterior; Empresarial; Fiscal; Penal y Privado. Doctorado En Derecho y Doctorado en Educación.
La UMA Campus Ciudad de México ofrece a su población escolar y al público en general, el CIDUM (Centro de Idiomas de la Universidad Marista). Lo anterior con el único objetivo de servir a quien lo requiera. 
El lema de la Universidad Marista es SER PARA SERVIR.
El rector fundador del Centro Universitario México, división de estudios superiores (CUMDES) fue el Hno. Miguel López López conocido como "El Viejo López".

### Antecedentes
La Universidad Marista de Querétaro, institución de inspiración cristiana, asume los principios filosóficos y pedagógicos de la Congregación de los Hermanos Maristas, plasmados en su ideario. Proponemos la formación y el desarrollo de profesionistas comprometidos con el país a través del "SER PARA SERVIR".
La Congregación de los Hermanos Maristas fue fundada por San Marcelino Champagnat en 1817. Fue un hombre que se adelantó a su tiempo, "formar buenos cristianos y virtuosos ciudadanos", fue el lema con el que Champagnat diseño una pedagogía para formar íntegramente a sus alumnos y que después de casi doscientos años sigue vigente; el humanismo cristiano y la formación cívica son los ingredientes esenciales en la educación Marista.
Con presencia mundial que respalda el trabajo académico de la Congregación Marista que se extiende a 77 países. Más de 100 años nutren la experiencia educativa en México, en 120 primarias, secundarias, preparatorias, normal y universidades, instituciones reconocidas por su calidad educativa, además de atender bajo estos principios, regiones marginales de la Sierra Tarahumara, los Altos de Chiapas, Mixteca Alta, Zona Zapoteca, Montaña de Guerrero y las Huastecas. En el Estado de Querétaro la educación marista tiene presencia desde 1945.

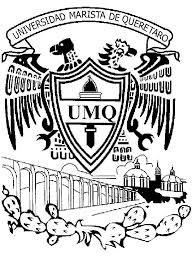
escudo

## Red
- Universidad Marista, Campus Ciudad de México
- Universidad Marista, Guadalajara.
- Universidad Marista, Mérida.
- Universidad Marista, Querétaro.
- Universidad Marista, San Luis Potosí.
- Universidad Marista Valladolid, Morelia.

### Historia
La Universidad Marista de Querétaro, institución de inspiración cristiana, asume los principios filosóficos y pedagógicos de la Congregación de los Hermanos Maristas, plasmados en su ideario. Proponemos la formación y el desarrollo de profesionistas comprometidos con el país a través del "SER PARA SERVIR". La Congregación de los Hermanos Maristas fue fundada por San Marcelino Champagnat en 1817. Fue un hombre que se adelantó a su tiempo, "formar buenos cristianos y virtuosos ciudadanos", fue el lema con el que Champagnat diseño una pedagogía para formar íntegramente a sus alumnos y que después de casi doscientos años sigue vigente; el humanismo cristiano y la formación cívica son los ingredientes esenciales en la educación Marista. Con presencia mundial que respalda el trabajo académico de la Congregación Marista que se extiende a 77 países. Más de 100 años nutren la experiencia educativa en México, en 120 primarias, secundarias, preparatorias, normal y universidades, instituciones reconocidas por su calidad educativa, además de atender bajo estos principios, regiones marginales de la Sierra Tarahumara, los Altos de Chiapas, Mixteca Alta, Zona Zapoteca, Montaña de Guerrero y las Huastecas. En el Estado de Querétaro la educación marista tiene presencia desde 1945.
Desde que Mons. Mariano Tinajero tomó posesión de su diócesis, su primer cuidado fue el de invitar a los Hermanos de las Escuelas Cristianas, para que reabrieran, en Querétaro, las obras educativas que dirigían antes de la Revolución. En vista de que estos religiosos no disponían del personal necesario, el Prelado Queretano se dirigió a los Hermanos maristas. 
El Consejo Provisional había decidido reabrir, en México, las casas de formación para el pastoral marista, ya que Europa estaba en guerra y los ataques a las naves mercantes y de pasajeros, por los submarinos alemanes, hacían muy peligrosas a la navegación en las aguas del Atlántico.
Durante el año de 1941, varios Hermanos habían recorrido inútilmente los alrededores de Toluca,  para buscar un edificio amplio, capaz de alojar a medio centenar de internos. El único que les pareció llenar las condiciones deseadas se encontraba en la población de San Cayetano, cerca del Lerma, pero fue ocupado por los Jesuitas.
Algunos miembros del Consejo se dirigieron a Querétaro, para hablar personalmente con el Sr. Obispo. Al regresar a la capital, todos estuvieron de acuerdo en que la ciudad de Querétaro, por sus comunicaciones y el ambiente tranquilo, era ideal para establecer en ellas las casas de formación para los jóvenes estudiantes maristas.
El 10 de enero de 1942, el H. Dernat escribió a Mons. Tinajero una carta en la que le presentaba las condiciones que debía llenar para que los maristas abrieran, de inmediato, la escuela primaria solicitaba:
1) Aportar 20 mil (pesos plata), para los gastos iniciales.
2) Asesorar la búsqueda de un predio para construir el Juniorado marista y proporcionar un local apropiado para la escuela primaria.
3) Asegurar el servicio religioso para los hermanos y los que se estaban formando.
A lo largo de los años 1942-1945, fueron surgiendo las siguientes secciones de la obra marista, en Querétaro:
-El Instituto Queretano, en el centro de la ciudad.
-El Juniorado de Ntra. Sra. De Guadalupe: Para los aspirantes maristas.
-La Escuela Normal Queretana: En la que los Hermanos se capacitaban para su labor docente y catequística, y obtenían así los títulos oficiales necesarios.